# Wellington Saints
Maillots
Les Wellington Saints, ou Century City Saints, sont un club néo-zélandais de basket-ball basé à Wellington. Il appartient la National Basketball League, le plus haut niveau en Nouvelle-Zélande.

## Historique
Les Wellington Saints ont été fondés en 1981. En 1982, les Exchequer Saints ont remporté le titre de deuxième division , ce qui les a promus en première division pour la saison 1983 .  Les saints ont continué à jouer dans six jeux de championnat droits en rejoignant la NBL, remportant des titres en 1984 , 1985 , 1987 et 1988 .  Ils ont joué dans leur septième finale en 1991 , où ils ont perdu contre les Lakers de Hutt Valley .
À la fin de la saison 1996 , les Saints et les Lakers luttaient pour survivre. Ils ont fusionné pour la saison 1997 , devenant TransAlta Wellington. Les fans voulant un «vrai» nom, pour la saison 1998 , ils sont devenus les TransAlta Wizards. Pour la saison 1999 , ils sont revenus à l'identité originale des Saints.  Les Saints sont revenus aux prétendants au titre dans les années 2000, comme ils ont terminé les finalistes en 2001 et 2008 et ont remporté leur cinquième titre en 2003 .
Les années 2010 ont été dominées par les Saints, puisqu'ils ont disputé tous les matchs de championnat entre 2010 et 2019, sauf 2013. Ils ont remporté des championnats consécutifs en 2010 et 2011 , avant de décrocher leur huitième titre en 2014 . Avec leur neuvième titre en 2016 , les Saints ont égalé les Stars d'Auckland pour la plupart des championnats de l'histoire de la NBL.  En 2017 , les Saints ont marqué l'histoire de la NBL en devenant la première équipe à terminer une saison régulière parfaite, allant de 18 à 0.  Ils ont continué à vaincre les béliers de Canterburyen demi-finale avant de devenir la première équipe à terminer une saison sans défaite, couronnant une parfaite campagne 20-0 en battant les Southland Sharks 108-75 en finale. Leur dixième championnat a établi un nouveau record pour la plupart de l'histoire de la NBL.  Les Saints sont revenus à la finale en 2018 , mais ont manqué la chance à leur premier trois-tourbe avec une perte de 98–96 aux requins.  En 2019 , les Saints ont terminé leur deuxième saison régulière invaincue en trois ans, allant de 18 à 0,  avant de terminer une autre campagne parfaite de 20 à 0 en battant les Hawke's Bay Hawks 78 à 68 en finale pour gagner leur 11e Titre. 
En raison de la pandémie de coronavirus , la saison 2020 prévue a été initialement suspendue, puis modifiée en un format à petite échelle et à tir rapide. En conséquence, les saints ont refusé de participer à la nouvelle compétition et ont commencé à se concentrer sur 2021. 

## Palmarès
- National Basketball League : 1984, 1985, 1987, 1988, 2003, 2010, 2011, 2014, 2016, 2017, 2019, 2021

## Entraîneurs
- 2009 :  Douglas Marty
- 2010-2013 :  Pero Cameron
- 2014 :  Shane Heal
- 2015 :  Pero Cameron
- 2016-2018 :  Kevin Braswell
- 2019 :  Paul Henare
- 2020- :  Zico Coronel

## Joueurs célèbres ou marquants
-Steven Adams